# Vescomtat de Manhoac
El vescomtat de Manhoac (en francès Magnoac) fou una jurisdicció feudal de la Gascunya, a les Quatre Valls, entre Labarta, al sud, Comenge a l'est, Bigorra a l'oest i Astarac al nord. Manhoac és una de les Quatre Valls i constitueix una comarca actualment amb uns quatre mil habitants i 24 pobles o llogarets, entre les províncies històriques de Bigorra i Armanyac.
Els comtes d'Aura van governar el Manhoac convertit després en vescomtat de Manhoac, que va ser governat junt amb l'Aura pels vescomtes (abans comtes) d'Aura i Manhoac. Després va passar als vescomtes de Labarta (Arnau Guillem II 1236-1259, vescomte d'Aura i Manhoac); el vescomtat el van heretar els senyors de Fumel (després barons de Fumel) que el dominaven avançat el segle xiii, però en feu d'Armanyac. La senyoria de part del país fou donada pel comte Guerau VI d'Armanyac (1256-1285) al seu fill Roger d'Armanyac, germà del comte Bernat VI d'Armanyac (1285-1319), abraçant aquesta part la vila de Mauleon de Manhoac i la seva comarca; el 1317 el Para Joan XXII va crear el bisbat de Lavaur i Roger fou nomenat com a primer bisbe de la seu; llavors Roger va donar la seva senyoria a sa germà Bernat mentre els Labarta van conservar la resta del Manhoac, Labarta, Ousse i Aura. Tot i així Roger es titulava encara el 1334 senyor de Mauleon, segurament perquè en va conservar l'usdefruit, i a la seva mort el 1340, va passar al seu nebot Joan I que el 1352 actuava com a senyor.
Els vescomtats de Manhoac i Aura van seguir vinculats als Fumel. El títol de vescomtes i senyors de Fumel encara el portaven a finals del segle xviii. Lluís de Fumel (1748-1749) va heretar de sa mare la senyoria de Hay Brion però va morir al cap d'un any i els títols i dominis van passar al seu tercer fill Josep de Fumel (1749-1789) que va ser el darrer senyor. El Fumel es van extingir el segle xix i els seus títols van passar als Langsdorff que van conservar la propietat del castell de Fumel fins al 1950 en què el van vendre a la comuna.